# Episodi di Primeval (terza stagione)
La terza stagione di Primeval è andata in onda sul canale britannico ITV1 dal 28 marzo al 6 giugno 2009. In Italia è stata trasmessa da Rai 2 dal 16 gennaio al 27 marzo 2010.
| nº | Titolo originale | Titolo italiano | Prima TV UK    | Prima TV Italia  |
| -- | ---------------- | --------------- | -------------- | ---------------- |
| 1  | Episode 1        | Episodio 1      | 28 marzo 2009  | 16 gennaio 2010  |
| 2  | Episode 2        | Episodio 2      | 4 aprile 2009  | 23 gennaio 2010  |
| 3  | Episode 3        | Episodio 3      | 11 aprile 2009 | 30 gennaio 2010  |
| 4  | Episode 4        | Episodio 4      | 18 aprile 2009 | 6 febbraio 2010  |
| 5  | Episode 5        | Episodio 5      | 25 aprile 2009 | 13 febbraio 2010 |
| 6  | Episode 6        | Episodio 6      | 2 maggio 2009  | 20 febbraio 2010 |
| 7  | Episode 7        | Episodio 7      | 9 maggio 2009  | 13 marzo 2010    |
| 8  | Episode 8        | Episodio 8      | 16 maggio 2009 | 6 marzo 2010     |
| 9  | Episode 9        | Episodio 9      | 23 maggio 2009 | 20 marzo 2010    |
| 10 | Episode 10       | Episodio 10     | 6 giugno 2009  | 27 marzo 2010    |

## Episodio 1
Nella sezione egiziana del British Museum, si apre un'anomalia proprio all'interno del monumento "La gabbia del Sole". Un Pristichampsus, che l'egittologa Sarah Page (che si unirà alla squadra) crede il mostro egizio Ammut, esce e fugge per Londra, inseguito da Nick, Abby, Jenny e il capitano Becker; poi torna e rientra nell'anomalia, che si richiude. Intanto l'ambiziosa Christine Johnson chiama Lester e afferma che vogliono occuparsi loro dell'ARC, mentre Helen le porta via uno strano manufatto.
- Pristichampsus

## Episodio 2
Abby, Connor e Jenny, su indicazioni di Nick e Sarah, aspettano un'anomalia in una villa abbandonata, dove 14 anni prima sono scomparsi due dei tre ragazzi entrati furtivamente, ma si scontreranno con una creatura simile ad un gremlin, che ha la possibilità di mimetizzarsi, e con il poliziotto Danny Quinn, fratello di uno dei due ragazzi scomparsi 14 anni prima. Alla fine l'anomalia si apre e il Camo beast vi entra, tornando da dove è venuto, mentre Helen entra in casa di Nick per prelevare capelli e saliva.
- discendente dell'Aye-aye

## Episodio 3
Un'anomalia si apre nel West Hospital di Londra da cui escono alcuni Diictodonti creando il panico, Nick, Abby, Connor e Becker arrivano per risolvere la situazione, mentre il giornalista Mick Harper cerca una foto per i giornali. Intanto il clone di Nick s'infila nell'ARC e fa entrare Helen e i suoi soldati-clone che ne prendono il comando, rinchiudendo Lester, Sarah e Jenny. Al ritorno della squadra, Connor e Becker con una registrazione della voce di Helen riescono a bloccare i soldati-cloni, anche se il clone di Nick muore facendo esplodere l'ARC, dopo l'esplosione Nick (che nasconde lo strano manufatto portato da Helen) viene ucciso da quest'ultima perché avendo viaggiato nel futuro si è convinta che Nick sia il responsabile del futuro nero dell'umanità.
- Diictodon

## Episodio 4
Mentre la squadra viene allontanata da Christine Johnson, che mente dicendo che da loro non ci sono anomalie, il giornalista Mick Harper ruba un rilevatore di anomalie dall'auto di Jenny. Intanto si apre un'altra anomalia in un hangar da cui esce un Giganotosaurus: la squadra, con l'aiuto di Danny Quinn, deve recuperarlo, ma deve anche evitare che i giornalisti diffondano la notizia.
- Giganotosaurus
- Velociraptor

## Episodio 5
Una strana muffa arriva dal futuro ed infetta Richard Bentley. All'ARC, Connor crede che il calore elimini il "fungo" (avendo fatto "scoppiare" un assistente contaminato di Christina Johnson, entrato nell'area protetta), ma poi si accorge del contrario. Intanto Danny Quinn usa il lanciafiamme contro un Bentley trasformato, ma non funziona: portatolo all'ARC, il freddo lo fermerà, dopo che Jenny ha rischiato la vita. Infine, Jenny se ne va perché ne ha avuto abbastanza, mentre Danny viene assunto al posto di Nick Cutter, nonostante Christina Johnson.
- Muffa del futuro

## Episodio 6
Christine Johnson, con i suoi soldati, assume la direzione dell'ARC alla ricerca del manufatto (dopo aver spiato dalle telecamere), ma la squadra fugge e porta il manufatto in una vecchia baracca del Ministero della Difesa abbandonata dagli anni 30. Poiché la Johnson spodesta Lester, Becker deve trovare un modo per sconfiggerla: registrerà la Johnson mentre parla male del Ministro. Nello stesso tempo, Danny, Connor, Abby e Sarah devono difendersi dai forusracidi, usciti da un'anomalia apertasi nella baracca. Alla fine Lester riprende il suo posto.
- Fororaco

## Episodio 7
Un Dracorex ferito e, poi, un cavaliere medievale escono da un'anomalia apertasi in un cimitero delle auto. Sarah fa ricerche sul cavaliere attraverso l'anomalia, mentre egli vaga spaesato per Londra credendone l'inferno, inseguito da Connor e Danny. Abby e Becker trovano e curano il Dracorex, mentre il cavaliere, sir Williams De Mornay, rinuncia ad ucciderlo (grazie alla squadra) e torna attraverso l'anomalia.
- Dracorex

## Episodio 8
Jack Meitled, fratello di Abby, ruba il rilevatore portatile di anomalie della sorella e seguendone il segnale si introduce in un capannone, dove un gigantesco insetto lo attacca. Lui per sfuggirgli attraversa l'anomalia e finisce in un futuro post-apocalittico con costruzioni diroccate e abbandonate, che offrono rifugio agli insetti e ai predatori del futuro. Abby, Connor, Becker, Sarah e Danny cercano di recuperarlo, ma un predatore li scorge e li attacca. Per salvarsi, Becker spara un colpo e lo uccide, ma ciò richiama gli altri predatori che accerchiano un vecchio autobus dove è nascosta la squadra. Becker riesce a fuggire e scende in una buca dove è caduto Jack. Mentre scappano si accorgono di essere finiti sopra ai nidi degli insetti e vengono attaccati da una delle loro larve che spruzza succhi gastrici. Con un'esplosione Becker mette in fuga gli insetti, che usciti dall'edificio attaccano i predatori permettendo agli altri di fuggire. La squadra scappa verso l'anomalia, ma la regina degli insetti li insegue. La squadra oltrepassa l'anomalia e la chiude, ma uno degli insetti è rimasto nel presente e depone le uova, ma alla fine viene eliminato insieme alle uova.
- Discendente gigante del Mecoptera

## Episodio 9
La squadra prova a riportare un branco di Embolotherium all'Eocene, ma l'anomalia si chiude. Danny arriva con la donna misteriosa, vista nel futuro, chiamata Eve che ha seguito e portato via dalla Johnson. Eve apre un'altra anomalia per le bestie con un congegno che aveva con sé. Al ritorno all'ARC, la squadra scopre che Eve è un "travestimento" di Helen, che prende in ostaggio la Johnson con una pistola e, rubando il manufatto, arriva nell'edificio della Johnson dove la spinge nell'anomalia aperta, dove sarà uccisa dai predatori del futuro.
- Embolotherium

## Episodio 10
Helen è tornata nel futuro per chissà quale ragione, e la squadra la segue attraverso l'anomalia che aveva usato Jack. Quando arrivano trovano le solite costruzioni diroccate, ma dei predatori del futuro e dei Megopteran neanche l'ombra. Dopo alcuni minuti, tuttavia, tre Megopteran li assalgono e Connor li spedisce nel presente attraverso l'anomalia della Johnson. Becker e Sarah, andati nei suoi uffici, vengono assaliti dai Megopteran. Per salvarsi, Becker li uccide con una rete elettrica. Intanto, nel futuro, la squadra continua a seguire Helen, inconsapevole di essere a sua volta seguita dai predatori. Helen spiega a loro che vuole andare nel passato per distruggere l'umanità. Per seguirla, Connor apre un'anomalia e la squadra la attraversa appena in tempo per sfuggire ai predatori. Finiti nel Cretaceo, Connor ha un incidente durante una lotta contro dei Raptor, e Helen perde il congegno apri-anomalie per colpa di uno Pteranodon, poco prima di aprirne uno per il Pliocene. Arrivata nell'AL 333, avvelena alcuni Australopithecus ma muore cadendo da una rupe per colpa di un Raptor. Danny, che aveva seguito Helen, non fa in tempo a tornare indietro perché l'anomalia si chiude restando bloccato nel passato.